# Villa Petershall

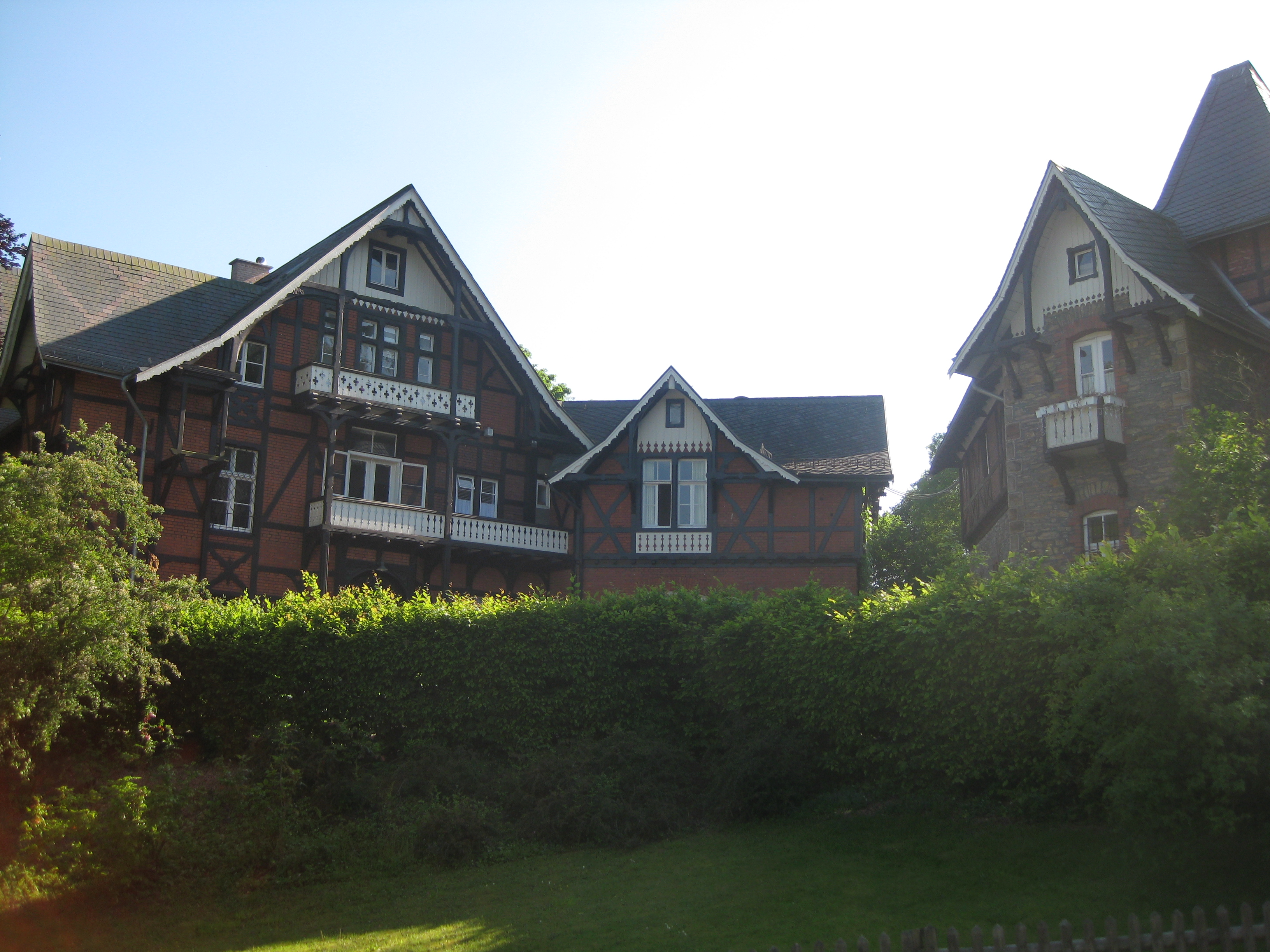
Petershall

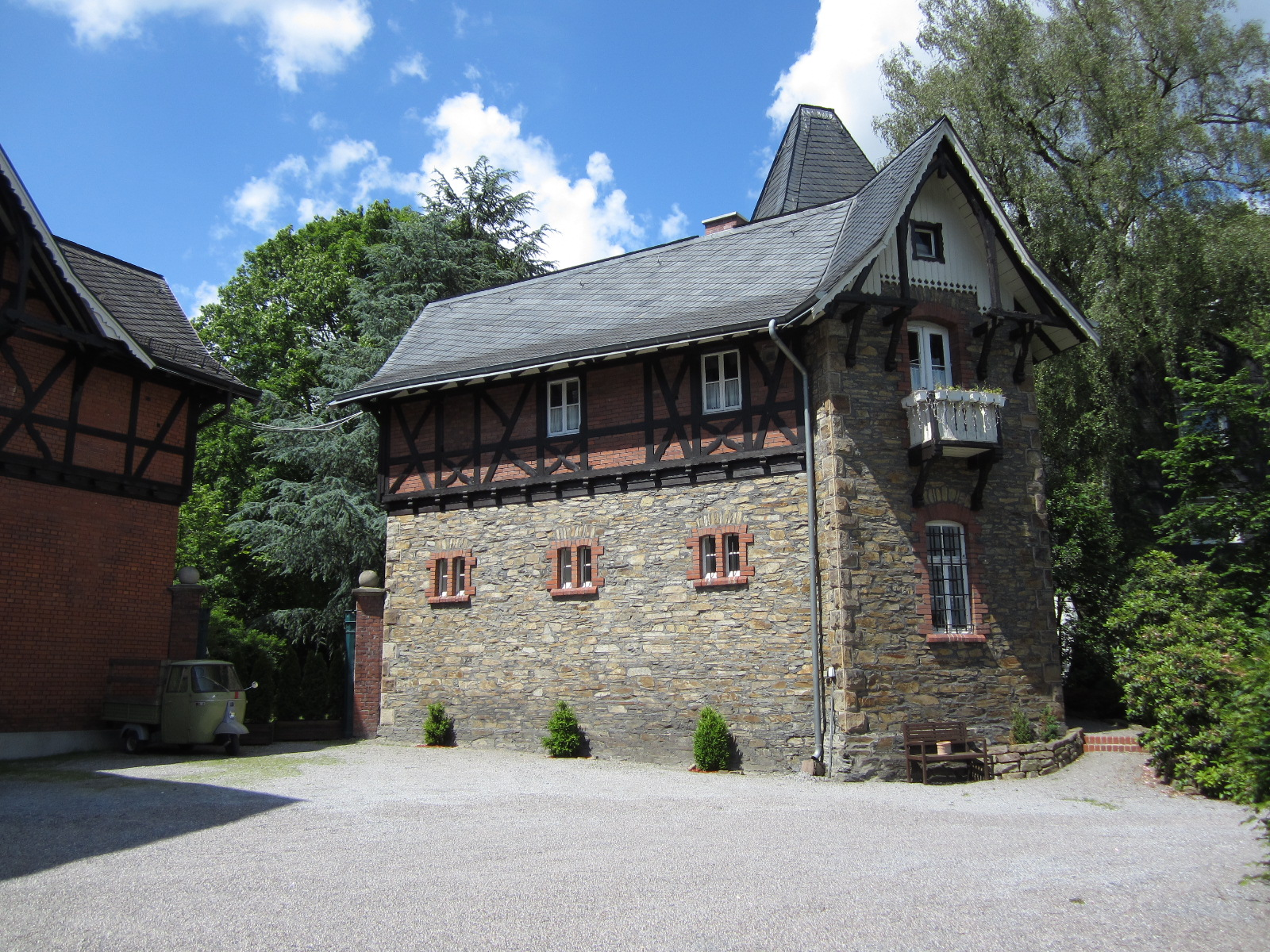
Petershall Kutscherhaus Südwestansicht

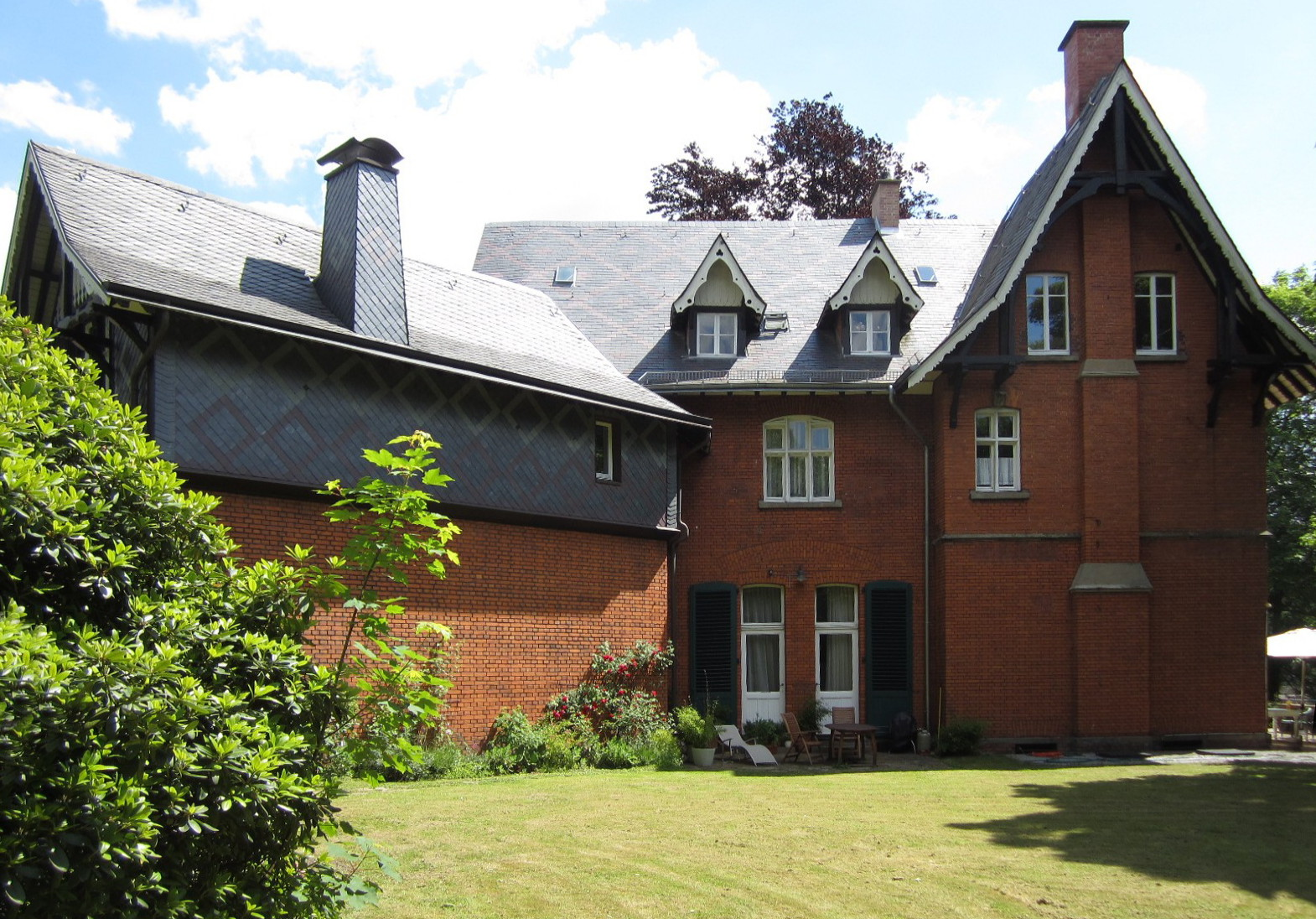
Villa Petershall Westseite

Die Villa Petershall wurde 1877 als Wohnhaus für den Textilfabrikanten David Peters III. am Ortsrand von Neviges nahe der Chaussee nach Elberfeld und gegenüber seiner Fabrik erbaut. Nach einem Umbau zum Bürogebäude in den 1990er Jahren dient sie heute wieder ausschließlich Wohnzwecken.

## Lage und Umgebung
Die Villa Petershall befindet sich am Ortsausgang von Neviges in Richtung Wuppertal auf Höhe des Kreisverkehrs an der Elberfelder Straße. Die dort nach rechts abzweigende, private Lucasstraße (benannt nach Gustav Lucas, dem Mitbegründer der Firma David Peters & Co. und Schwager von David Peters II.) führt unmittelbar zur Villa. Zum Zeitpunkt der Errichtung des Objektes (1877) war das Gebäude dort die erste Bebauung am Beginn eines sich nach Westen ausdehnenden privaten Parks des Bauherrn. Im Jahr 1882 ließ David Peters in einem Winkel von 90 Grad zum Küchentrakt ein weiteres Gebäude als Schuppen (heute als Kutscherhaus bekannt) errichten.
Wie auch schon zu Zeiten von David Peters ist die verkehrliche Anbindung sowohl an Wuppertal-Elberfeld als auch an Velbert und über den Anschluss der A535 und der A46 an die umliegenden größeren Städte auch heute sehr kurz und ideal.

## Architektur
Die Villa Petershall wurde von Julius Carl Raschdorff entworfen und realisiert. In der Begründung zum Eintrag in die Denkmalliste findet sich folgende Aussage und damit ein Hinweis auf die Idee der Architektur: „Zweigeschossige Villa im Schweizer Landhausstil, Backsteinfassade mit Sandsteingewänden und Fachwerk mit Backsteinausfachung, Balkone und Schwebegiebel“.
Der Architekt hat für sein Bauvorhaben eines ländlichen Anwesens am Fuße des Hanges zur Chaussee nach Elberfeld durch die Errichtung von Stützmauern ein Plateau geschaffen, um so das Gebäude auf einer Ebene zu „präsentieren“. Der Bauherr, Carl David Peters III. verbrachte zu Studienzwecken über die Textilwirtschaft eine Zeit in England, wohin die Firma David Peters & Co. Handelsbeziehungen unterhielt. Vermutlich sind einige Details der Ausführung auf diesen Einfluss zurückzuführen. Insbesondere zu erwähnen ist hier der Name Peters„hall“ – in Bezug auf den großen Salon im Erdgeschoss – oder auch die mehrteiligen, senkrecht zu bedienenden Schiebefenster. Besonders auffällig ist auch die exakte Nord-, Südausrichtung des Hauptgebäudes sowie die Lichtdurchflutung in dieser Hauptachse durch großzügige Fensterflächen.

## Umbau und heutige Nutzung
2008 wurde das Objekt nach jahrelanger Nutzung als Bürogebäude wieder zu einem Wohnhaus umgebaut. Unter Wahrung des denkmalgeschützten Bestandes wurde das Hauptgebäude in drei Wohneinheiten aufgeteilt. Die Aufteilung der Räumlichkeiten, insbesondere im Erdgeschoss und im ersten Obergeschoss entspricht noch nahezu der ursprünglich vom Architekten Raschdorff geplanten Einteilung, wenn auch die einzelnen Nutzungen zum Teil abweichend sind. Eine vierte Wohneinheit entstand im sogenannten, ehemaligen Kutscherhaus, in welchem der Kutschenraum zum Wohnzimmer umgebaut wurde. Das Nebengebäude wurde ursprünglich gemäß der Angaben in den originalen Planunterlagen zur Aufbewahrung für Gartenmobiliar und -geräte sowie als Fläche zur Überwinterung von Pflanzen errichtet.

## Konstruktion und Daten
Konstruktiv ist das Hauptgebäude ein massiv errichtetes Ziegelsteingebäude. Bei der Teilunterkellerung sind die Umfassungswände aus Bruchstein und die Innenwände aus Ziegeln erstellt. Die Kellerdecke ist eine Kappendecke, alle anderen Decken sind Holzbalkendecken, im Salon auf Grund der großen Spannweiten mit Unterstützung von Stahlträgern. Das Gebäude ist komplett verklinkert. Im Erdgeschoss und im ersten Obergeschoss sind nahezu alle Fenster aufwendig mit Sandsteingewänden eingekleidet. Dem Landhausstil entsprechend wurden zahlreiche Holzverkleidungen als schmückende Elemente auf die Fassade aufgesetzt. Besonders auffällig ist der mit starken Überhängen ausgeprägte, steile Dachstuhl. Die Dachhaut besteht komplett aus Naturschiefer. Das Kutscherhaus ist ein nicht unterkellerter, zweigeschossiger Bau. Das Erdgeschoss und im Obergeschoss der Turm wurde massiv aus Bruchsteinen errichtet, das restliche Gebäude ist eine Fachwerkkonstruktion mit Ziegelstein-Ausfachung.

## Heizungstechnik
Ursprünglich wurde das Haupthaus mit einer Warmluftheizung beheizt. Hiervon zeugen noch die diversen Zu- und Abluftschächte in den tragenden Mittelwänden des Gebäudes. Der zugehörige Heizkessel und die Luftverteilung im Heizraum sind bedauerlicherweise verloren gegangen. Die ungefähre Position lässt sich jedoch auf Grundlage der baulichen Anordnung eines Frischlufttunnels unter dem Keller des Gebäudes und der ehemaligen Öffnungen in den Kellerbereich nachvollziehen. Vermutlich reichte die Leistung zur Beheizung des Volumens der einzelnen Räume jedoch nicht aus, so dass auf eine Schwerkraftheizung mit gusseisernen Rippenheizkörpern mit floralen Verzierungen umgestellt wurde, die mit ihrem Leitungssystem auch heute noch, allerdings mit Pumpenunterstützung, in Betrieb ist.